# Monceau (métro de Paris)
Pour les articles homonymes, voir Monceau.
Monceau est une station de la ligne 2 du métro de Paris, située dans le 8e arrondissement de Paris, à la limite du 17e arrondissement.

## Situation
La station est implantée sous le boulevard de Courcelles au niveau de la place de la République-Dominicaine, en lisière du parc Monceau. Approximativement orientée selon un axe est-ouest, elle s'intercale entre les stations Courcelles et Villiers.

## Histoire

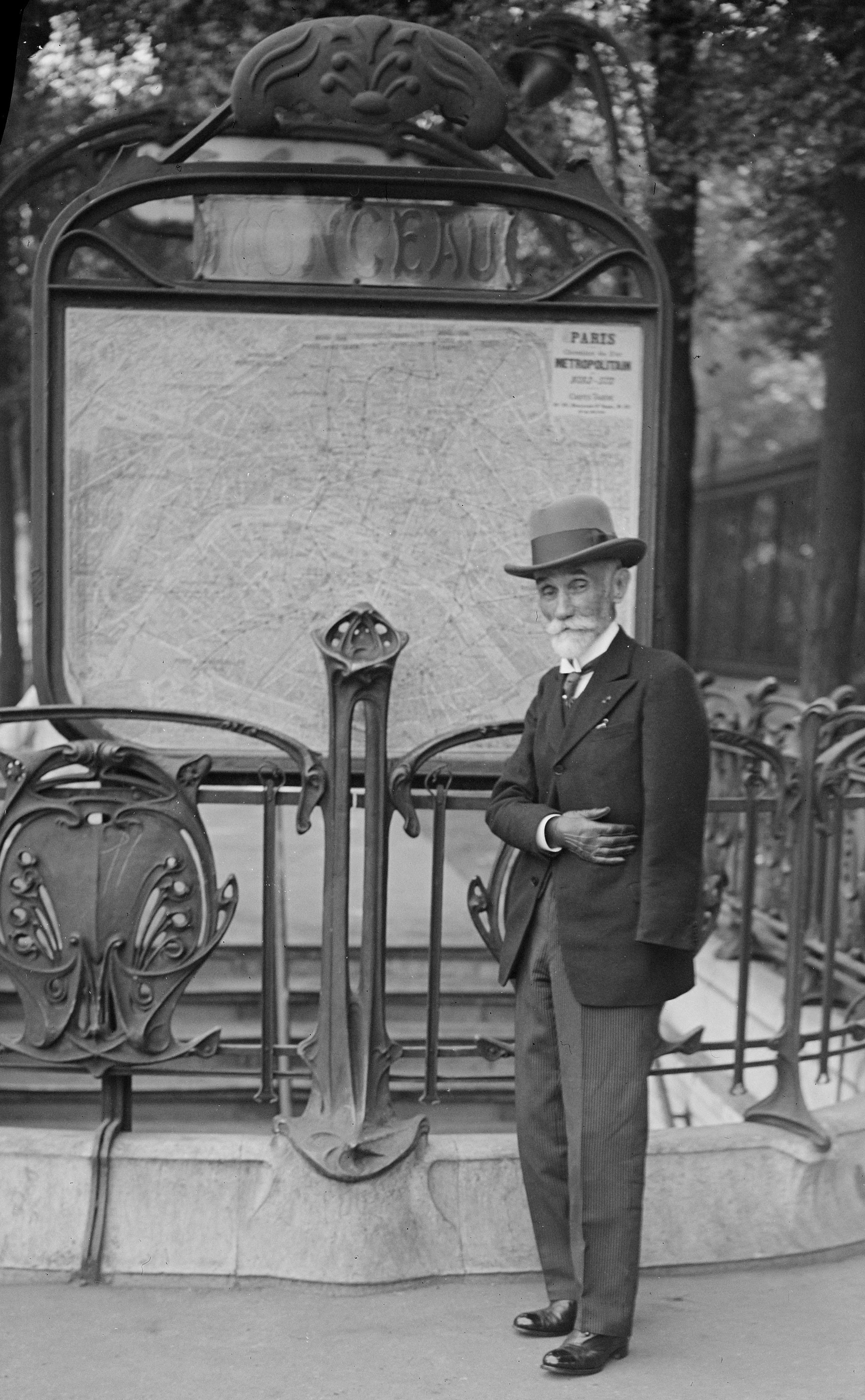
Fulgence Bienvenüe, devant l'entrée de la station.

La station est ouverte au public le 7 octobre 1902 avec la mise en service du tronçon entre Étoile (aujourd'hui Charles de Gaulle - Étoile) et Anvers de la ligne 2 Nord, qui deviendra plus simplement la ligne 2 le 17 octobre 1907 à la suite de l'absorption de la ligne 2 Sud (correspondant à une large part de l'actuelle ligne 6) par la ligne 5 le 14 octobre précédent.
Elle doit sa dénomination à sa proximité avec le parc Monceau, dont le nom renvoie à l'ancien village de Monceau, situé au nord-ouest et qui était une bourgade au XVe siècle.
Dans le cadre du programme « Renouveau du métro » de la RATP, les couloirs de la station ainsi que l'éclairage des quais ont été rénovés le 20 mars 2002.
Le 1er avril 2016, la moitié des plaques nominatives sur les quais de la station sont remplacées par la RATP pour faire un poisson d'avril le temps d'une journée, comme dans douze autres stations. Monceau est humoristiquement renommée « Ma pelle ».

Selon les estimations de la RATP, la station a vu entrer 1 672 269 voyageurs en 2019, ce qui la place à la 268e position des stations de métro pour sa fréquentation sur 302,. En 2020, avec la crise du Covid-19, son trafic annuel tombe à 902 347 voyageurs, ce qui la classe au 256e rang, avant de remonter progressivement en 2021 avec 1 148 677 entrants comptabilisés, la reléguant cependant à la 267e position des stations du réseau pour sa fréquentation sur 304,.

## Services aux voyageurs

### Accès
La station dispose d'un unique accès intitulé « Place de la République-Dominicaine », débouchant sur le trottoir sud du boulevard de Courcelles à proximité de la barrière de la rotonde de Chartres, laquelle marque l'entrée du parc Monceau sur ladite place. Constitué d'un escalier fixe, il est orné d'un édicule Guimard, lequel fait l'objet d'une inscription au titre des monuments historiques par l'arrêté du 12 février 2016.

### Quais
Monceau est une station de configuration standard : elle possède deux quais séparés par les voies du métro et la voûte est elliptique. La décoration est du style utilisé pour la majorité des stations du métro : les bandeaux d'éclairage sont blancs et arrondis dans le style « Gaudin » du renouveau du métro des années 2000, et les carreaux en céramique blancs biseautés recouvrent les pieds-droits, la voûte et les tympans. Les cadres publicitaires sont métalliques et le nom de la station est inscrit en police de caractères Parisine sur plaques émaillées. Les sièges « coque », ici de couleur verte, sont typiques du style « Motte ».

### Intermodalité
La station est desservie par la ligne 30 du réseau de bus RATP.

## À proximité
- Parc Monceau
- Musée Cernuschi
- Musée Nissim-de-Camondo
- Consulat général du Portugal

## Films tournés à la station
- Alias Caracalla, au cœur de la Résistance, d'Alain Tasma (2013).

Galerie de photographies
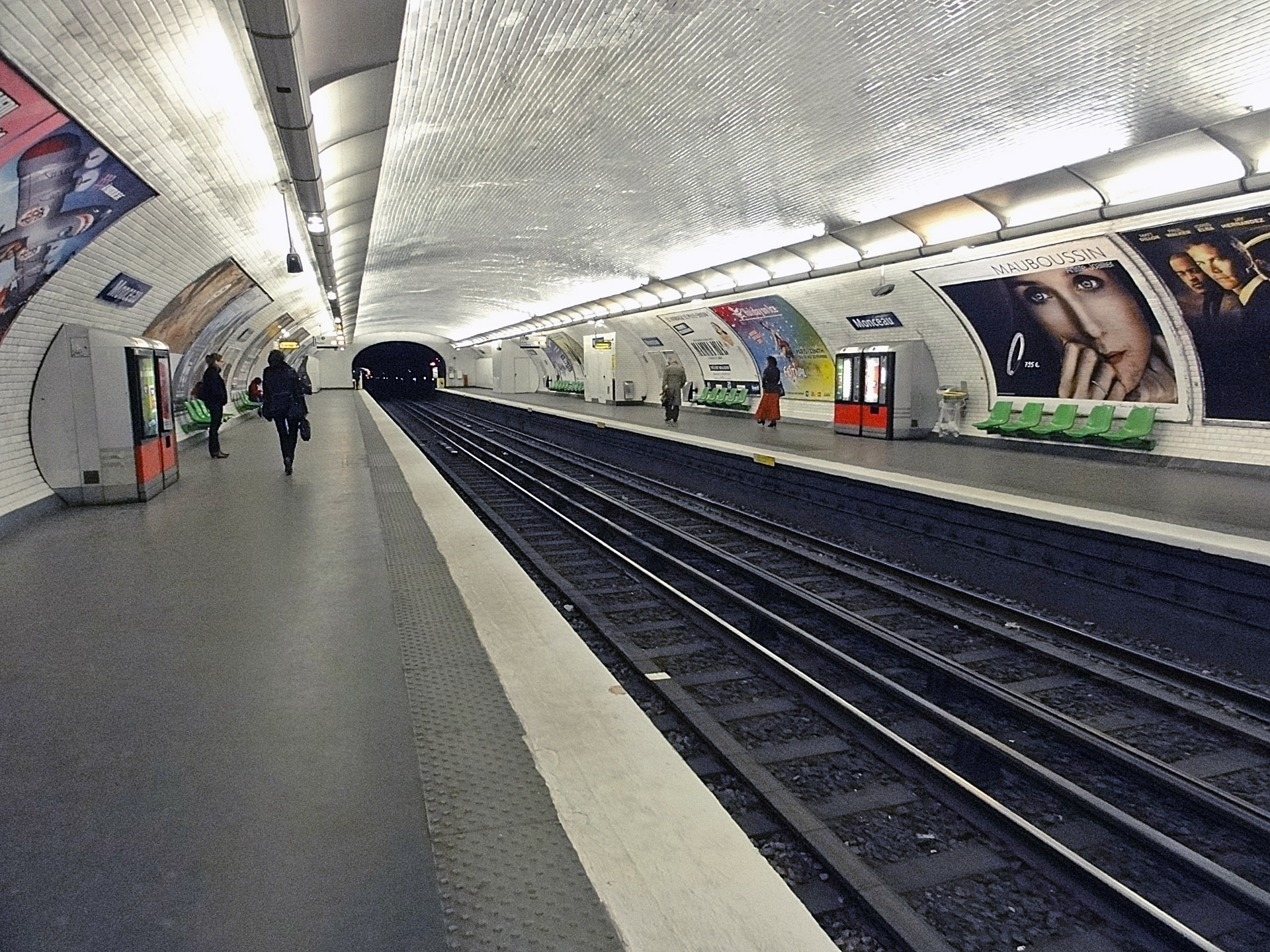
Vue d'ensemble des quais.
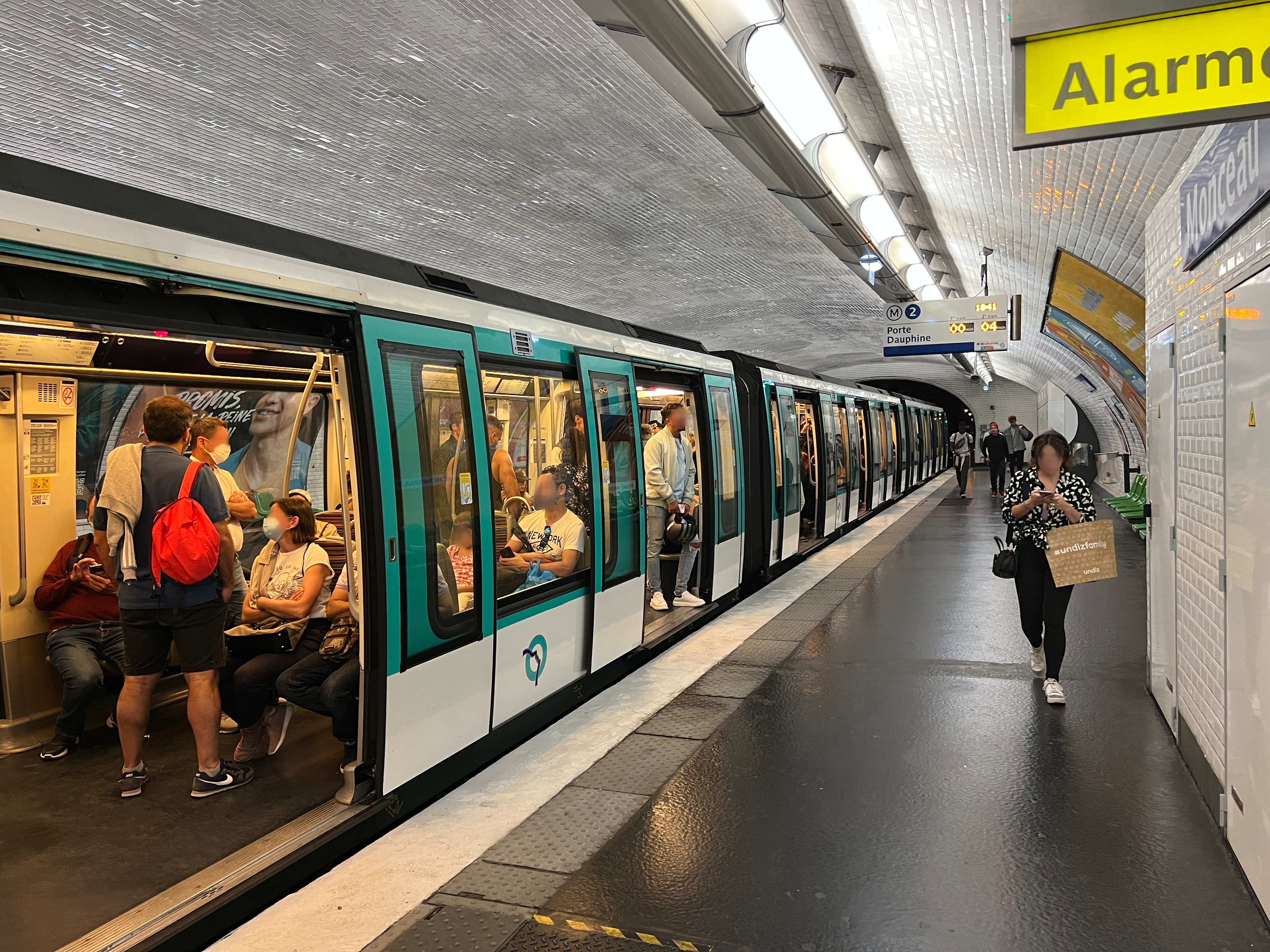
Une rame MF 01 à quai.
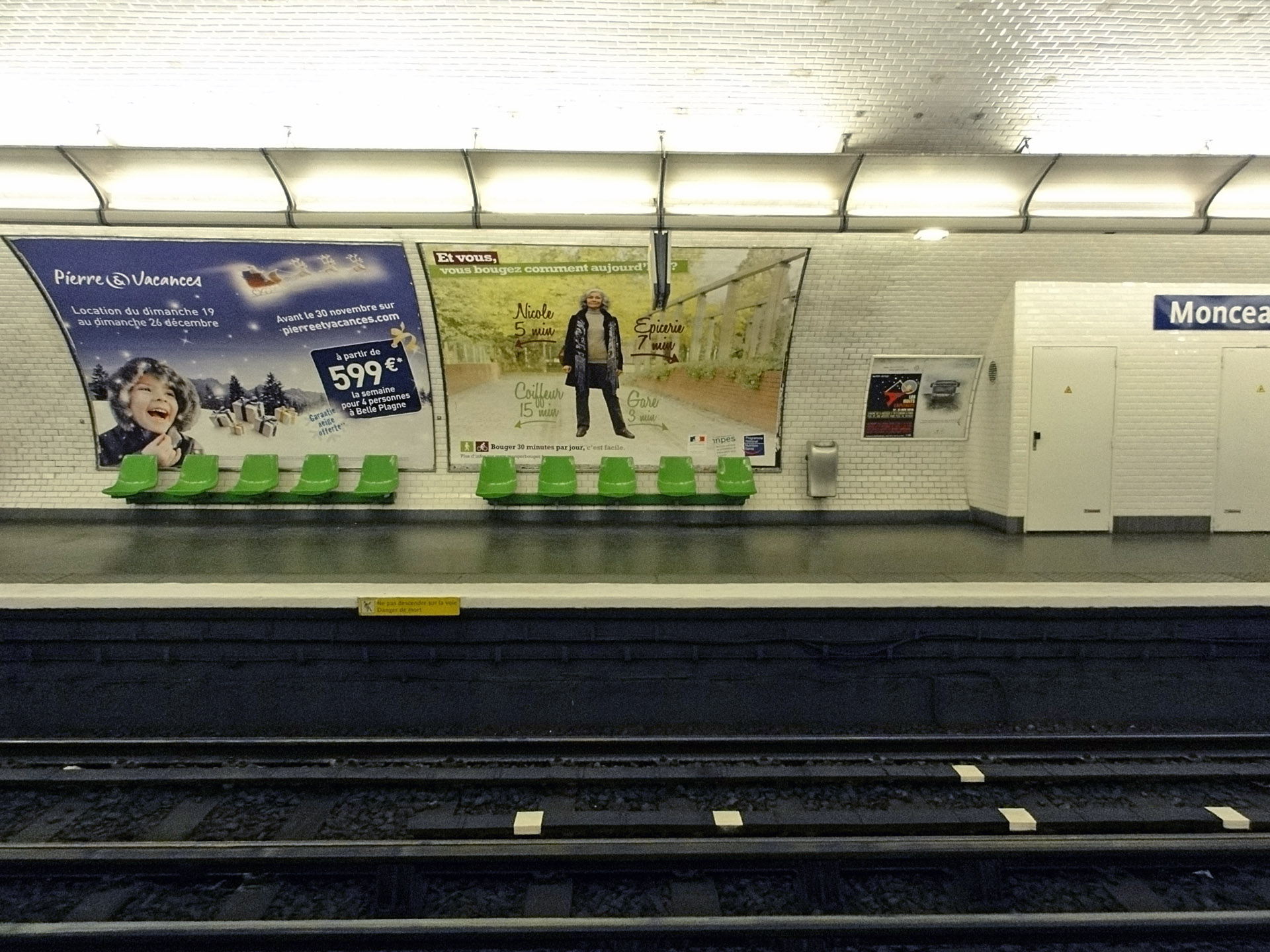
Vue détaillée de l'aménagement des quais.
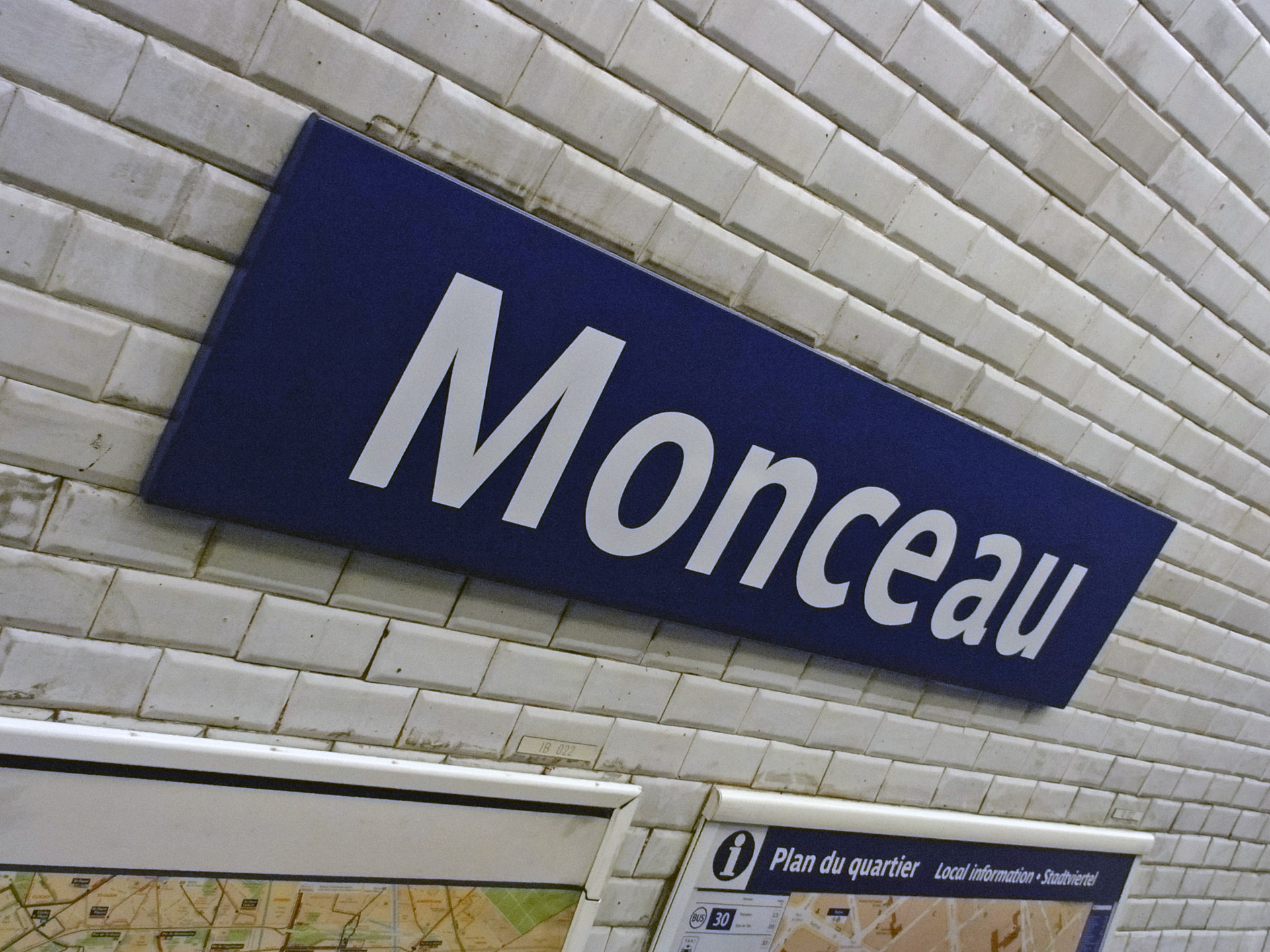
Plaque émaillée indiquant le nom de la station.